# Флоренс (Монтана)
Флоренс (англ. Florence) — переписна місцевість (CDP) в США, в окрузі Раваллі штату Монтана. Населення — 821 особа (2020).

## Географія
Флоренс розташований за координатами 46°38′4″ пн. ш. 114°4′53″ зх. д. / 46.63444° пн. ш. 114.08139° зх. д. (46.634485, -114.081347).  За даними Бюро перепису населення США в 2010 році переписна місцевість мала площу 1,99 км², уся площа — суходіл.

## Демографія
Згідно з переписом 2010 року, у переписній місцевості мешкало 765 осіб у 299 домогосподарствах у складі 217 родин. Густота населення становила 385 осіб/км².  Було 312 помешкання (157/км²).
Расовий склад населення:
| - 96,2 % — білих - 2,4 % — корінних американців - 0,8 % — вихідців з тихоокеанських островів |

До двох чи більше рас належало 0,7 %. Частка іспаномовних становила 1,4 % від усіх жителів.
За віковим діапазоном населення розподілялося таким чином: 25,1 % — особи молодші 18 років, 63,3 % — особи у віці 18—64 років, 11,6 % — особи у віці 65 років та старші. Медіана віку мешканця становила 43,3 року. На 100 осіб жіночої статі у переписній місцевості припадало 94,7 чоловіків;  на 100 жінок у віці від 18 років та старших — 92,3 чоловіків також старших 18 років.
Середній дохід на одне домашнє господарство  становив 67 252 долари США (медіана — 50 789), а середній дохід на одну сім'ю — 80 467 доларів (медіана — 66 875). За межею бідності перебувало 4,3 % осіб, у тому числі 0,0 % дітей у віці до 18 років та 9,8 % осіб у віці 65 років та старших.
Цивільне працевлаштоване населення становило 402 особи. Основні галузі зайнятості: освіта, охорона здоров'я та соціальна допомога — 31,1 %, науковці, спеціалісти, менеджери — 14,2 %, мистецтво, розваги та відпочинок — 13,9 %.